# زندان قصر

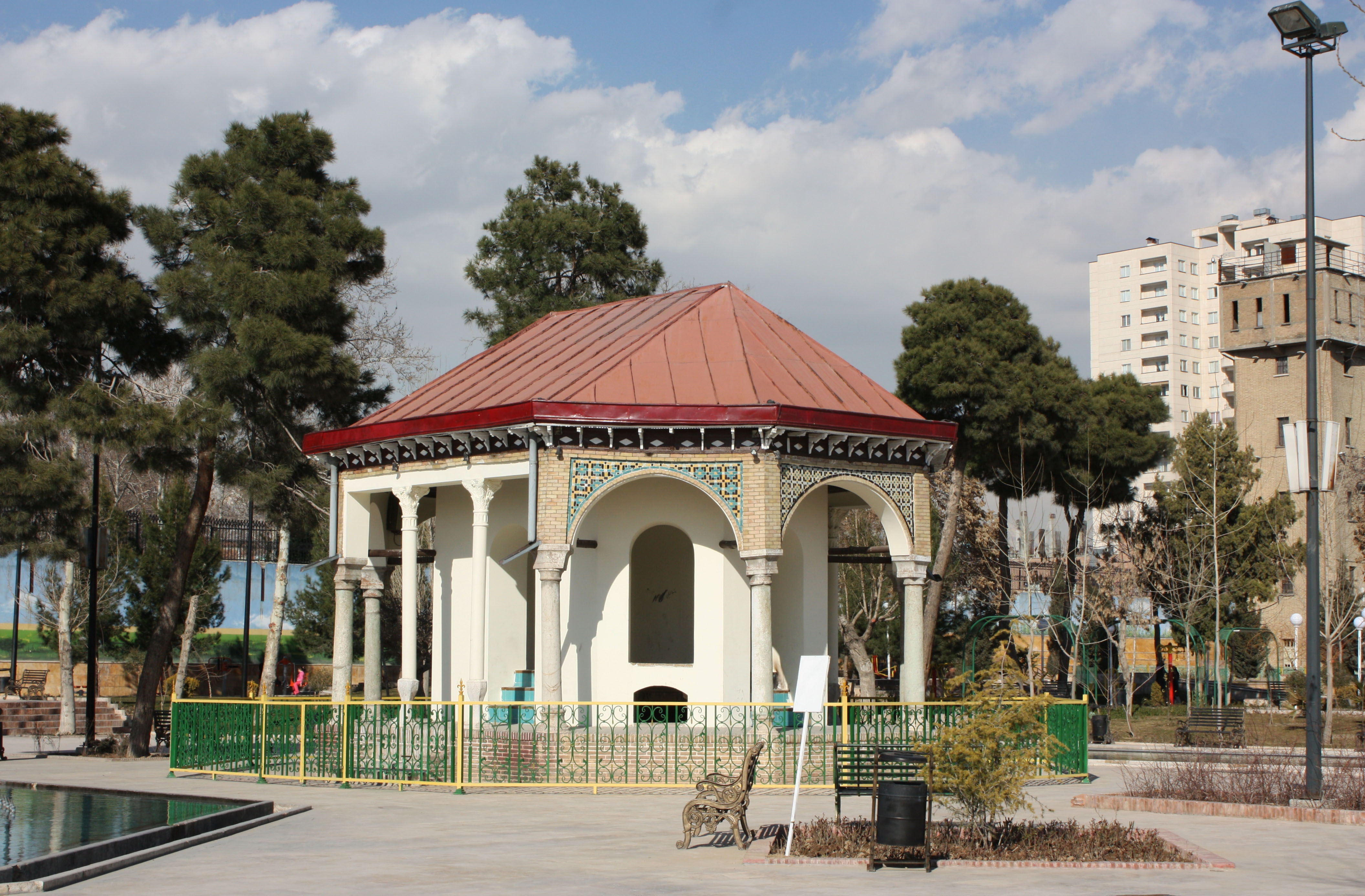
عمارت بازسازی شده کلاه‌فرنگی، بازمانده از دوران قاجار.

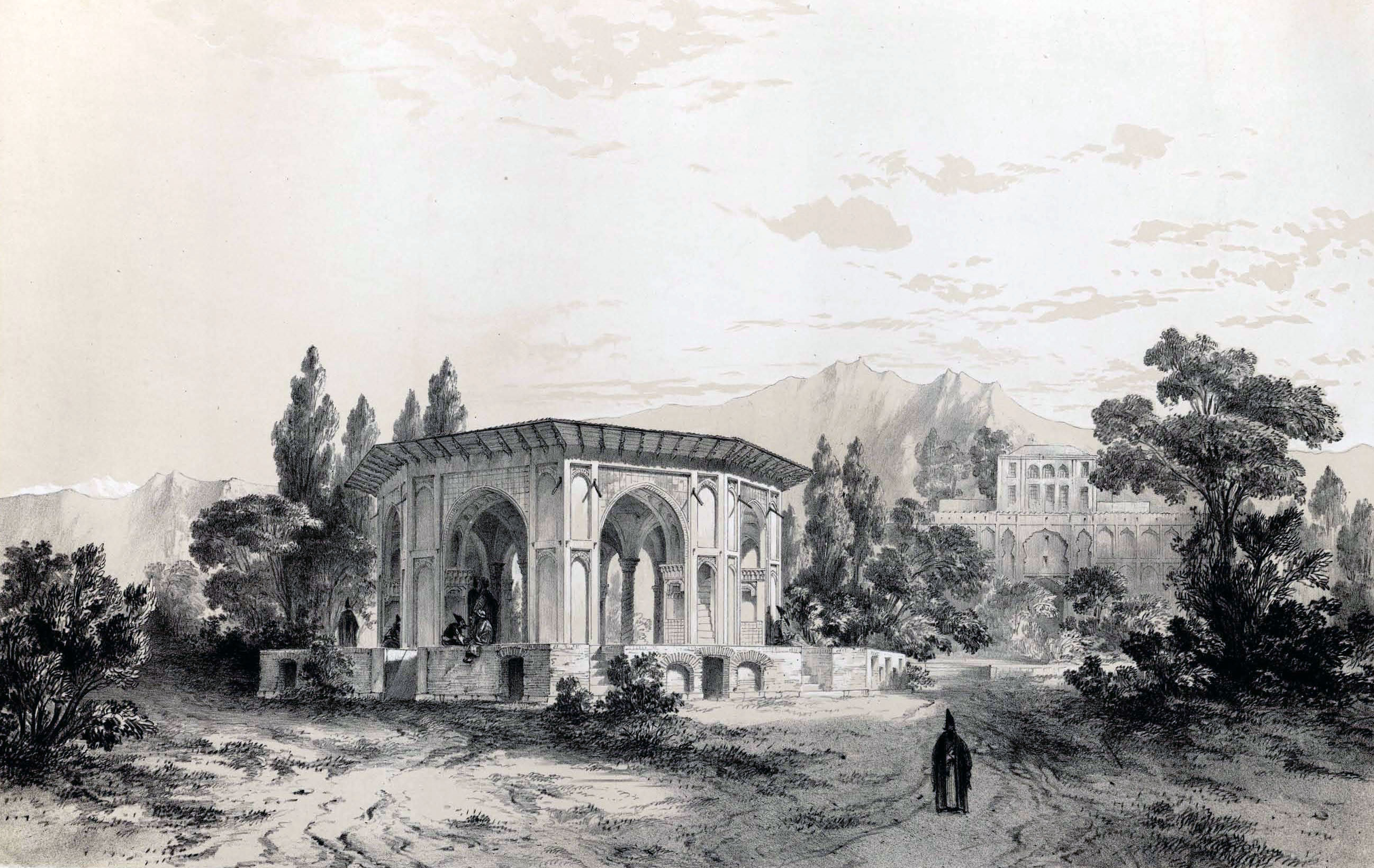
کلاه‌فرنگی در کنار قصر، در زمان محمدشاه

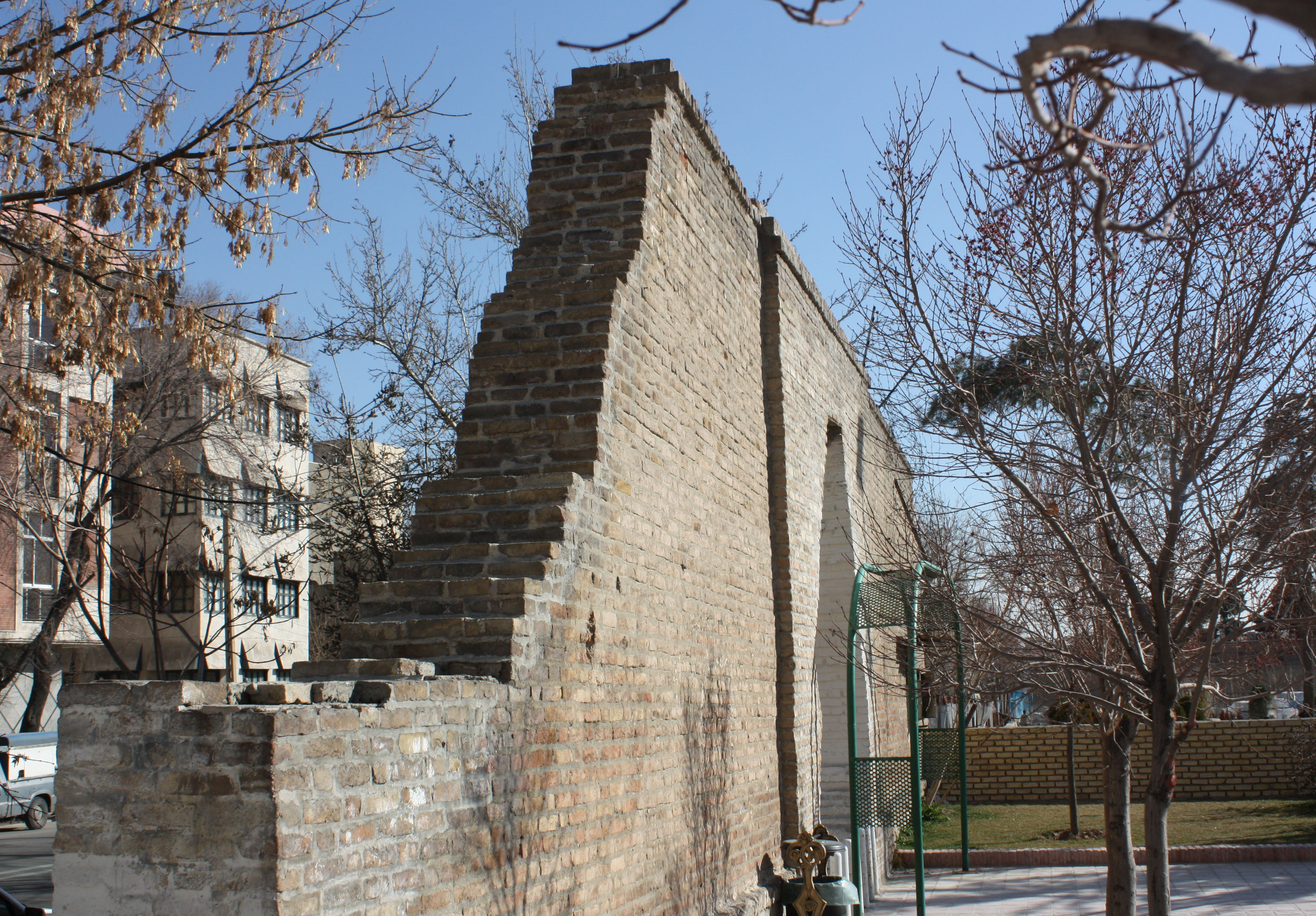
بخشی از دیوار زندان که عمداً تخریب نشده است.

زندان قصر (باغ‌موزه قصر)، اولین زندان متمرکز شهر تهران بود. این زندان هم‌اینک تعطیل شده و تحت عنوان باغ‌موزه قصر در بزرگراه شهید صیاد شیرازی، خیابان پلیس قرار دارد. این بنا به عنوان یکی از مراکز فرهنگی، تاریخی و هنری کشور مورد بازدید عموم است. در یازدهمین مراسم آیین انتخاب موزه‌های برتر و مراسم نکوداشت روز جهانی موزه که ۳۱ اردیبهشت ۱۳۹۷ در خانه هنرمندان برگزار شد، باغ‌موزه قصر در شاخص‌های گردآوری و توسعه مدیریت، موفق به کسب عنوان موزه برتر سال در میان ۹۵ موزه شرکت کننده شد.
باغ‌موزهٔ قصر در ناحیهٔ پنج منطقه ۷ شهرداری تهران، قرار گرفته است.

## تاریخچه
در زمان ریاست سوئدی‌ها بر شهربانی (نظمیه) تهران، زندان نظمیه در محل اداره شهربانی (بخشی از وزارت امور خارجه فعلی) در میدان توپخانه واقع بود. این زندان مرکب از دو یا سه اتاقک کوچک معروف به حبس نمره یک و چند اتاق و یک زیرزمین برای زندانیان عمومی بود.
با ایجاد حکومت رضا شاه، محل قبلی تکافوی خیل عظیم زندانیان را نمی‌کرد؛ لذا سرتیپ درگاهی، رئیس نظمیه تقاضای یک محل وسیع برای ایجاد زندان تهران را نمود. محلی که برای این کار در نظر گرفته شد قصر قاجار (حدفاصل سه راه زندان، پل سیدخندان، خیابان شریعتی و خیابان پلیس فعلی) بود که دارای ساختمان‌های قدیمی و وسیع و متروکه بود. این مجموعه که در سال ۱۱۶۸ خورشیدی ساخته شده بود، محل مناسبی برای ایجاد زندان تشخیص داده شد؛ و بین ارتش، مخابرات و زندان تقسیم گردید.
زندان قصر در تاریخ ۱۱ آذرماه ۱۳۰۸ به دست رضا شاه افتتاح گردید. فاز اولیه زندان که در آن زمان افتتاح شد ۱۹۲ اتاق بود با گنجایش ۸۰۰ زندانی. بعدها و تا زمان ساخت زندان اوین در اواخر دهه چهل، بغیر از زندان قزل قلعه این زندان اصلی ترین زندان پایتخت بود. در این دوران زندان قصر توسعه زیادی پیدا کرد. پس از انقلاب اسلامی ایران این زندان محل حبس زندانیان غیر سیاسی بود.
در سال 1382 این زندان تعطیل شد و شهرداری تخریب آن را بمنظور تبدیل به فضای سبز آغاز نمود که با پیگیری کانون زندانیان سیاسی پیش از انقلاب با ثبت زندان به عنوان آثار ملی ایران در سازمان میراث فرهنگی از تخریب آن جلوگیری شد. البته در این میان تا پیش از ثبت این محل، تمامی ساختمانها تا حد بسیاری و همچنین زندان زنان سیاسی بطور کامل تخریب شده بود که زندان شماره یک سیاسی و زندان عمومی بازسازی و تبدیل به موزه شد.
در نهایت، در سال ۱۳۹۱ به وسیلهٔ شهرداری تهران براساس طرح معماری و ایده مفهومی تجربی معماری کلانشهر، به باغ موزه تبدیل گردید و در تاریخ ۱۴ آبان ماه ۱۳۹۱ با حضور شهردار تهران و تعدادی از زندانیان سیاسی قبل انقلاب  و برخی از هنرمندان برای بازدید عموم رسماً افتتاح گردید.
شهرداری تهران هنگام اجرای پروژه تبدیل زندان قصر به باغ موزه قصر از بهترین ایده‌ها و متریال استفاده نمود. برای کفپوش محوطه فضای باغ موزه از واش بتنهای آنتیک سالار استفاده نمود که مقاوم، یکپارچه، زیبا و برای تردد زیاد در مسیرهای پیاده راه پارک و موزه استفاده نمود. همین دقت عمل باعث شد این موزه در روز جهانی موزه که ۳۱ اردیبهشت ۱۳۹۷ در خانه هنرمندان برگزار شد، بعنوان موزه نمونه انتخاب شود.

## زندانیان مشهور
نخستین زندانی زندان قصر، سازنده آن یعنی سرتیپ درگاهی بود. او تنها دو روز پس از همراهی رضا شاه در مراسم افتتاح زندان، در همان زندان محبوس گردید. سید جعفر پیشه‌وری، قوام‌السلطنه، صارم‌الدوله، صولت‌الدوله، عبدالحسین تیمورتاش، بزرگ علوی، علیمردان خان بختیاری، پنجاه و سه نفر و محمد فرخی یزدی و همچنین تقی ارانی برخی از زندانیان معروف این زندان هستند.
با اوج گرفتن اعتراضات به حکومت پهلوی نیز بسیاری از چهره‌های نام آشنای جمهوری اسلامی در سال‌های قیام، در زندان قصر محبوس بوده‌اند. آیت الله طالقانی، مهدوی کنی، محمدتقی شریعتی (پدر علی شریعتی)، اکبر هاشمی رفسنجانی، سید علی خامنه‌ای، مرتضی مطهری، باهنر، محمدجواد تندگویان، احمد احمد، مرضیه دباغ و عزت شاهی و بسیاری از جوانان آزادی خواه و عدالت طلب از این چهره‌ها هستند.
از زندانیان معروف پس از انقلاب، می‌توان به امیرعباس هویدا و اغلب اعدام‌شدگان حکومت پهلوی اشاره کرد. (تنها چند تن از آن‌ها پیش از افتتاح مجدد زندان قصر در مدرسه رفاه اعدام شده بودند) از دیگر زندانیان غیرسیاسی این زندان را می‌توان پری بلنده، سیدمهدی بلیغ، اصغر قاتل نام برد.

## زندان قصر بعد از انقلاب ۵۷

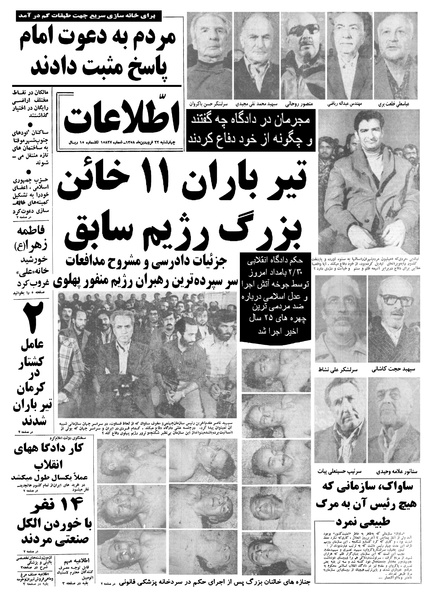
روزنامه اطلاعات ۲۲ فروردین ماه ۱۳۵۸

در اوایل انقلاب ۵۷ بسیاری از بزرگان درجه داران دولت محمدرضا شاه پهلوی بدست و حکم حاکم شرع آن زمان مانند صادق خلخالی در این زندان حبس و سپس بعد از مدت کوتاهی اعدام شدندبرخی از اعدامیان در این زندان نخست‌وزیر سابق دولت شاهنشاهی محمدرضا شاه که چنی قبل از وقوع انقلاب نیز در زندان بود امیرعباس هویدا و سیاستمدار عباسعلی خلعتبری، مهندس عبدالله ریاضی، سرلشکر حسن پاکروان، سرلشکر علی نشاط، سپهبد ناصرمقدم و…

## فرارهای مشهور
تا پیش از انقلاب اسلامی ایران، بزرگ‌ترین و معروف‌ترین مورد فرار از زندان قصر، در زمان رضاشاه مربوط به سید فرهاد نامی از اشرار محلی بوده است. و در زمان محمدرضاشاه نیز معروف‌ترین فرار مربوط به اشرف دهقان از چریک‌های فدایی خلق بود. اندکی پیش از وقوع انقلاب اسلامی ایران، درهای زندان قصر باز و دیوار آن توسط زندانیان تخریب شد. در میان خلاص‌شدگان از زندان، دو آمریکایی متهم به اختلاس نیز حضور داشتند که ماجرای فرار آن‌ها توسط نویسنده آمریکایی کن فالت نگاشته شد و فیلم فرار عقاب‌ها نیز از روی آن ساخته شد.
سید فرهاد از اهالی روستای سه (soh) از توابع نطنز بود. دربارهٔ او و دو نفر دیگر کتابی به نام سه مرد عجیب نوشته شده است. 

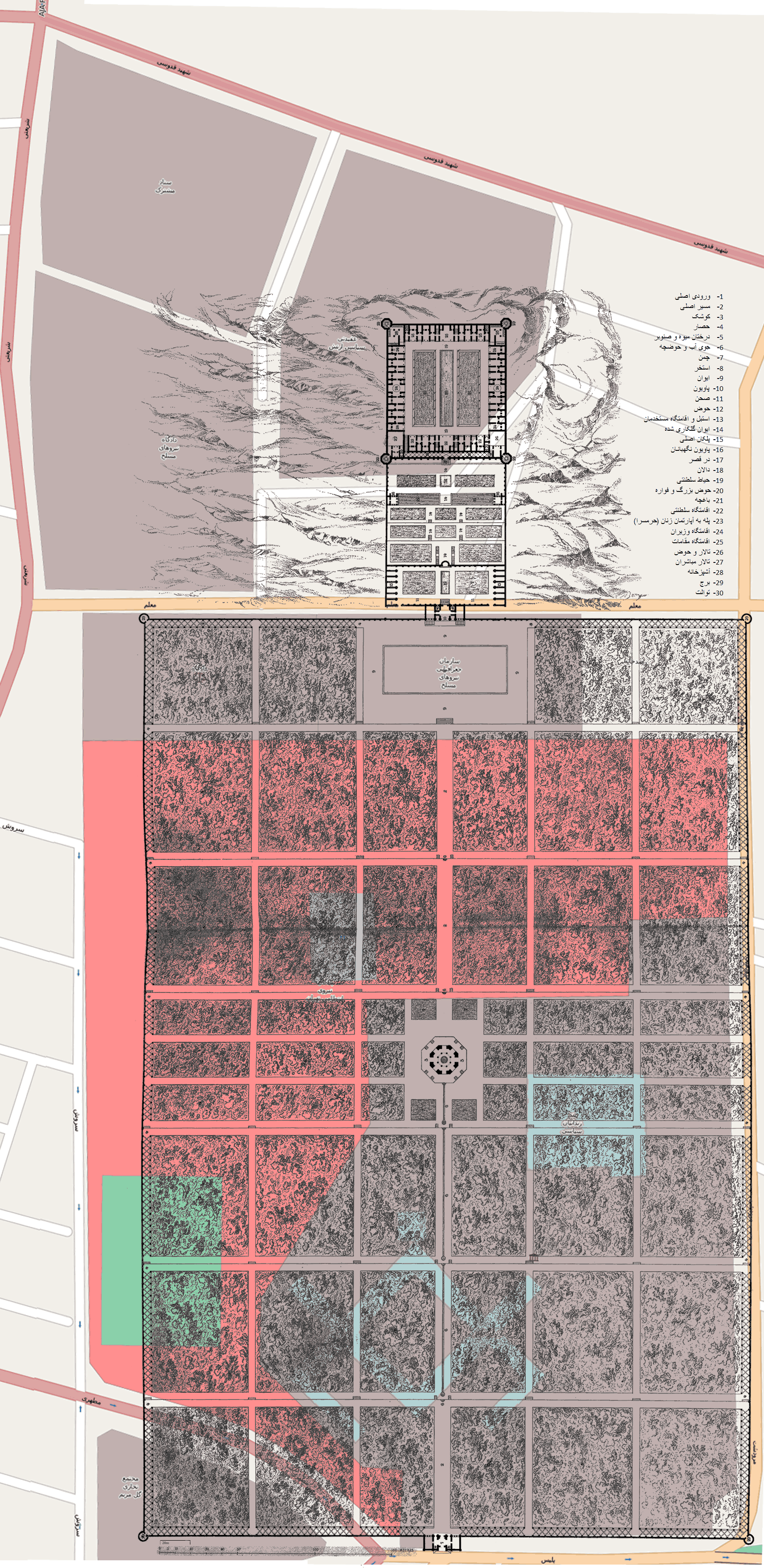
نقشه تطبیقی قصر قاجار و موزه قصر کنونی

یکی از بزرگ‌ترین فرارهای تاریخ (از لحاظ تعداد نفرات) از این زندان صورت گرفته است. در روز یکشنبه ۲۲ بهمن ۱۳۵۷، در میانه آشوب و به هم ریختگی ناشی از انقلاب، ۱۱۰۰۰ زندانی سیاسی و عادی و تعدادی اروپایی و آمریکایی از این زندان گریختند. در پی حمله مردم و حامیان مسلح آیت‌الله خمینی به زندان، زندان‌بانان گریختند و راه برای آزادی محبوسان هموار شد. پس از فرار افراد دربند، تظاهرکنندگان به داخل زندان ریختند و وارد انبار مهمات شده و مقادیر زیادی سلاح به دست آوردند.

## ادبیات

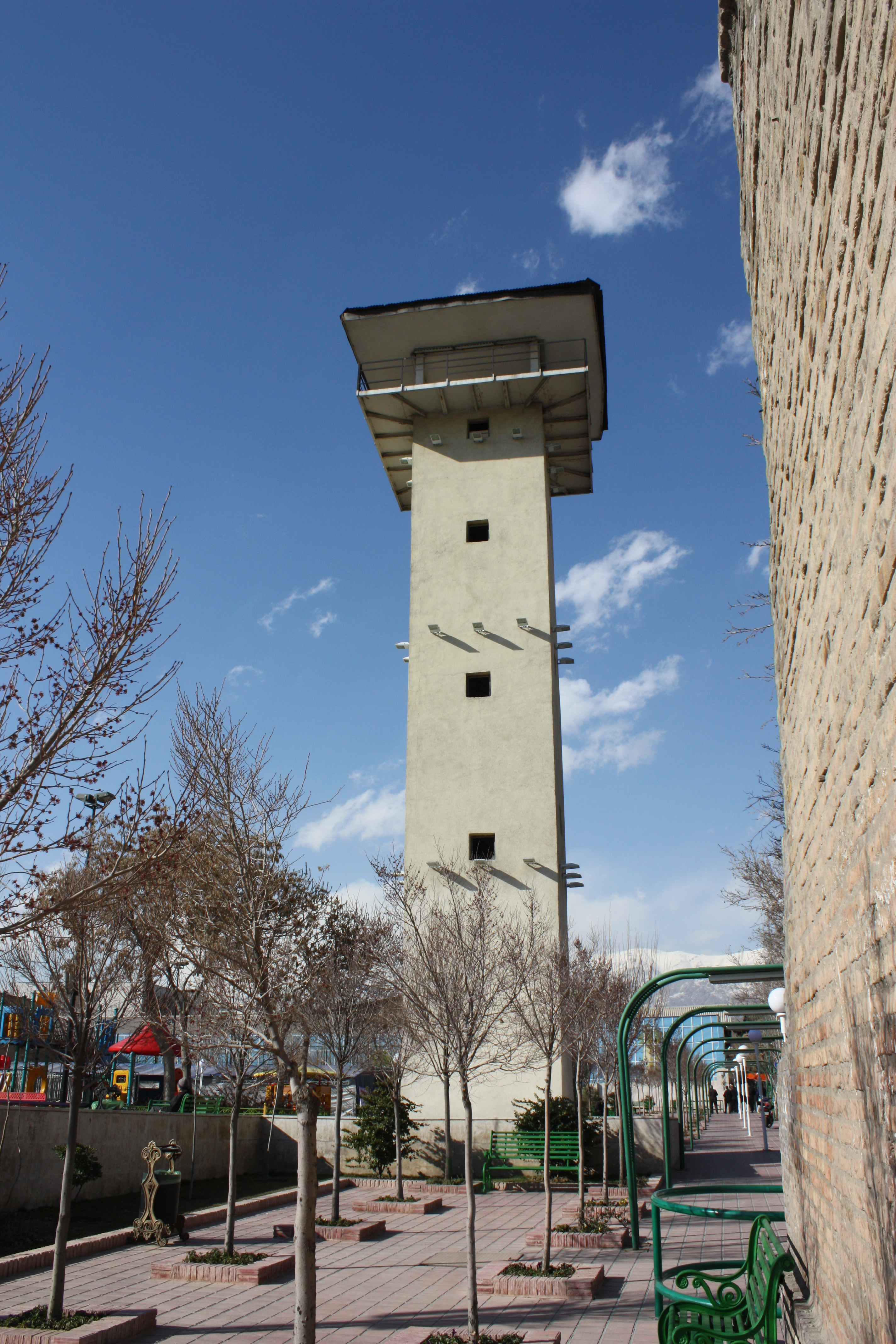
برجک دیده‌بانی زندان قصر.

محمد فرخی یزدی، شاعر سیاسی و پرآوازه ایرانی، غزلی گفته با مطلع «ای دژ سنگدل قصر قجر قاجار» که مفقود شده است. همچنین بزرگ علوی نیز در آثار خود به این زندان و خاطرات خودش از آن اشاره نموده است.

## نگارخانه

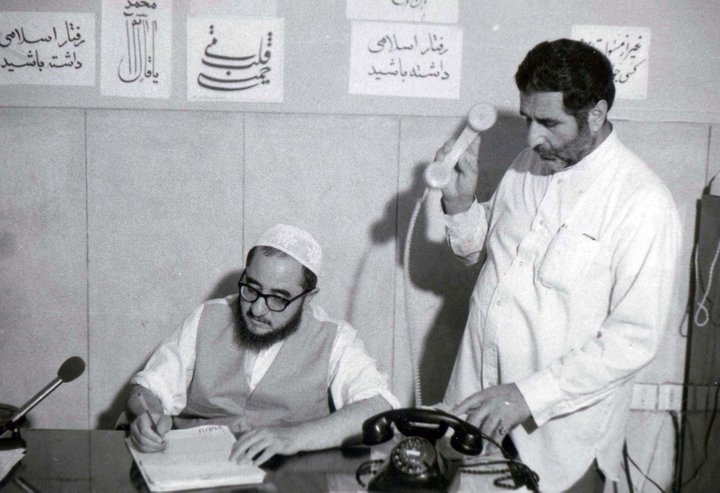
صادق خلخالی در مقام حاکم شرع دادگاه‌های انقلاب در دفتر کارش در زندان قصر
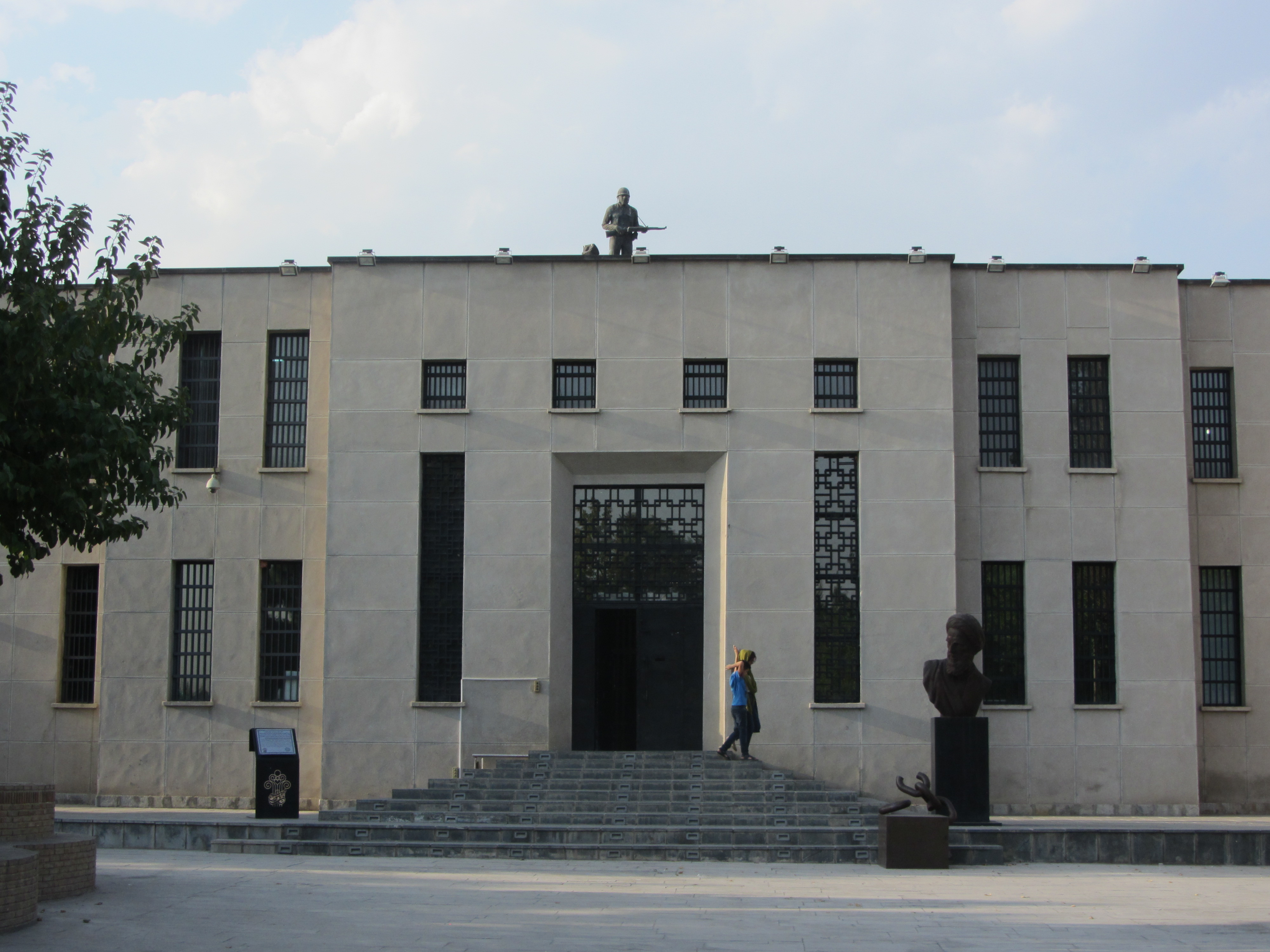
ساختمان زندان شماره 1 سیاسی  قصر
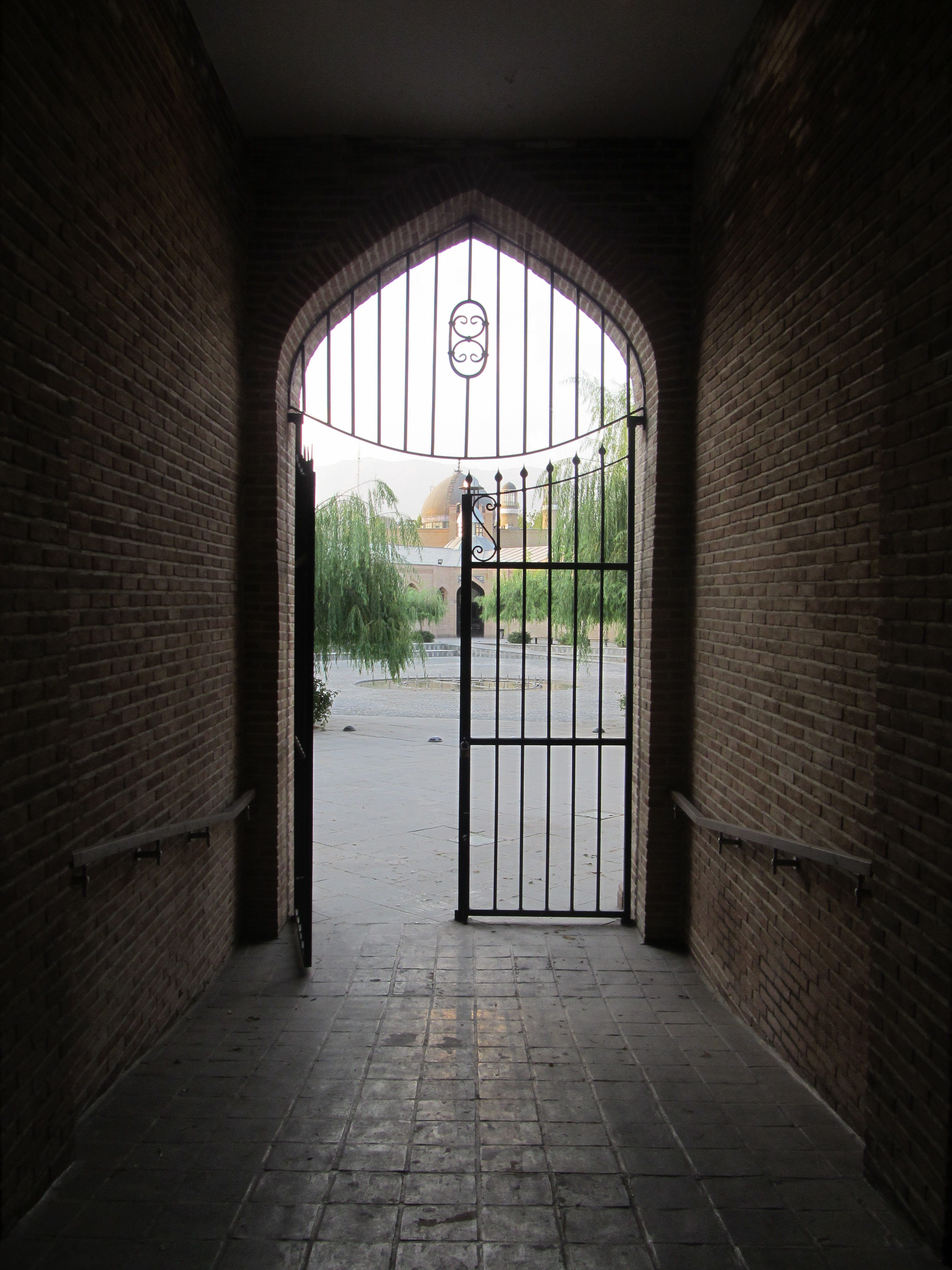
ورودی هواخوری بند عمومی زندان قصر
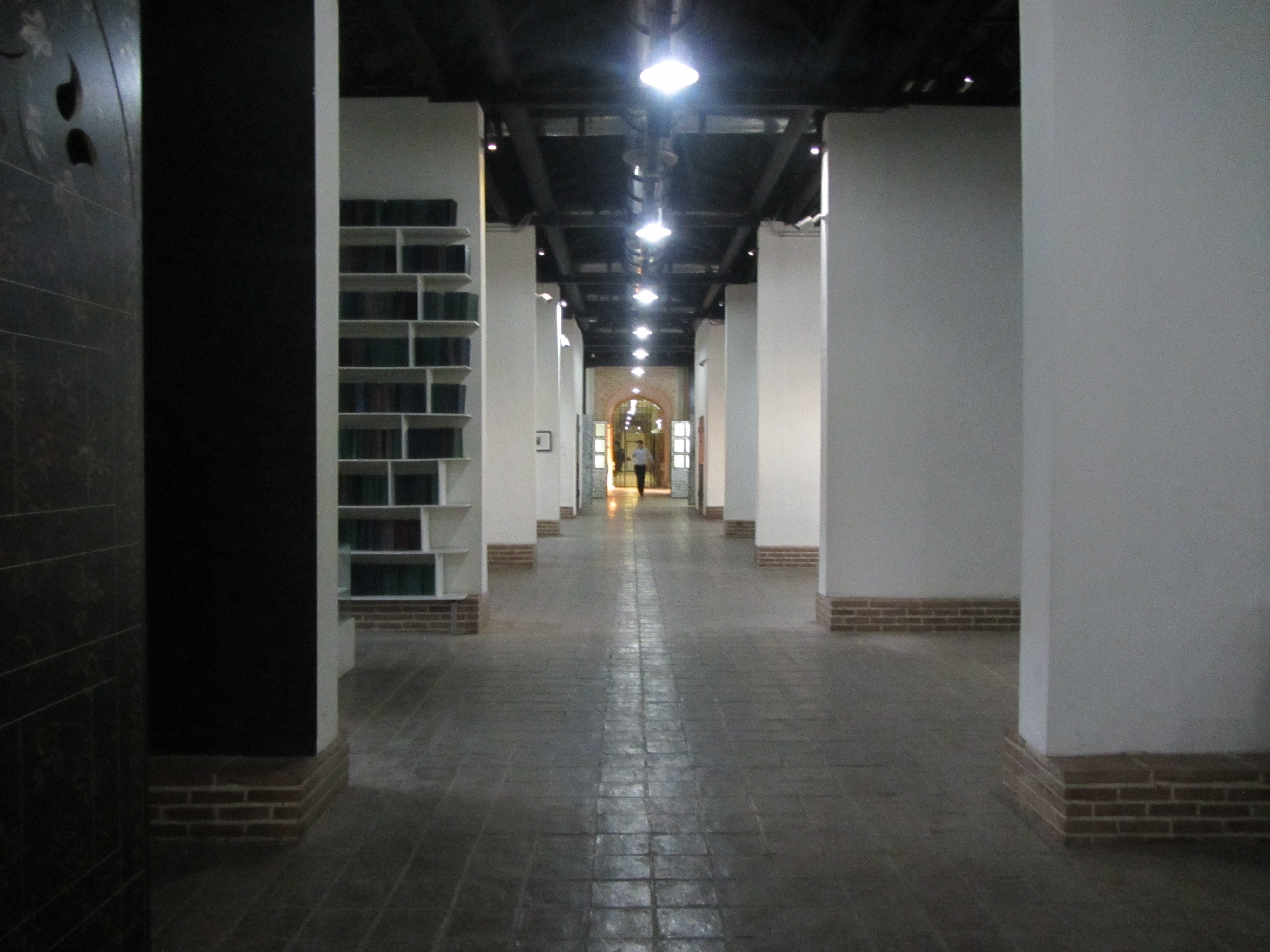
بند عمومی زندان قصر
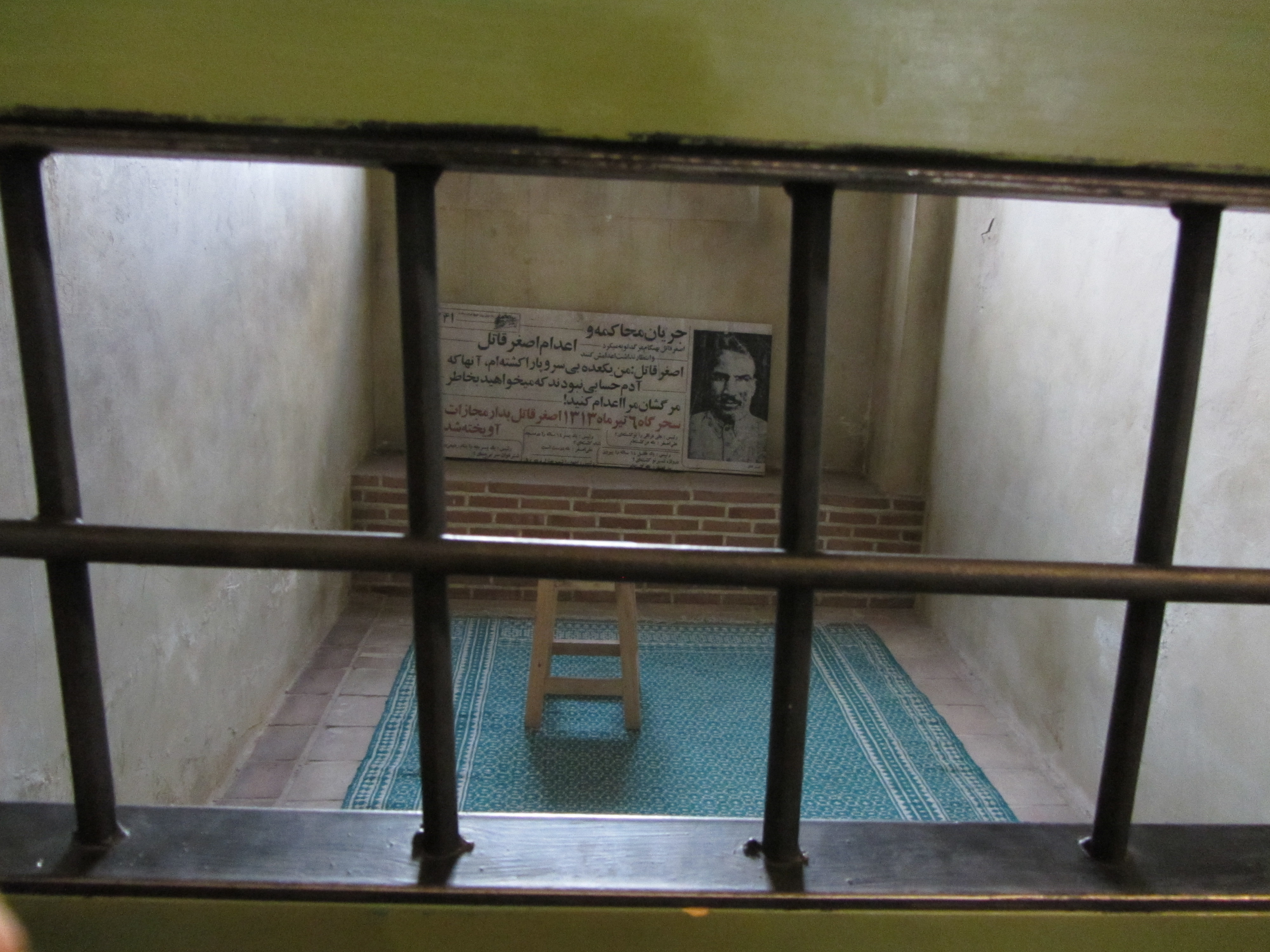
سلول انفرادی اصغر قاتل در زندان قصر
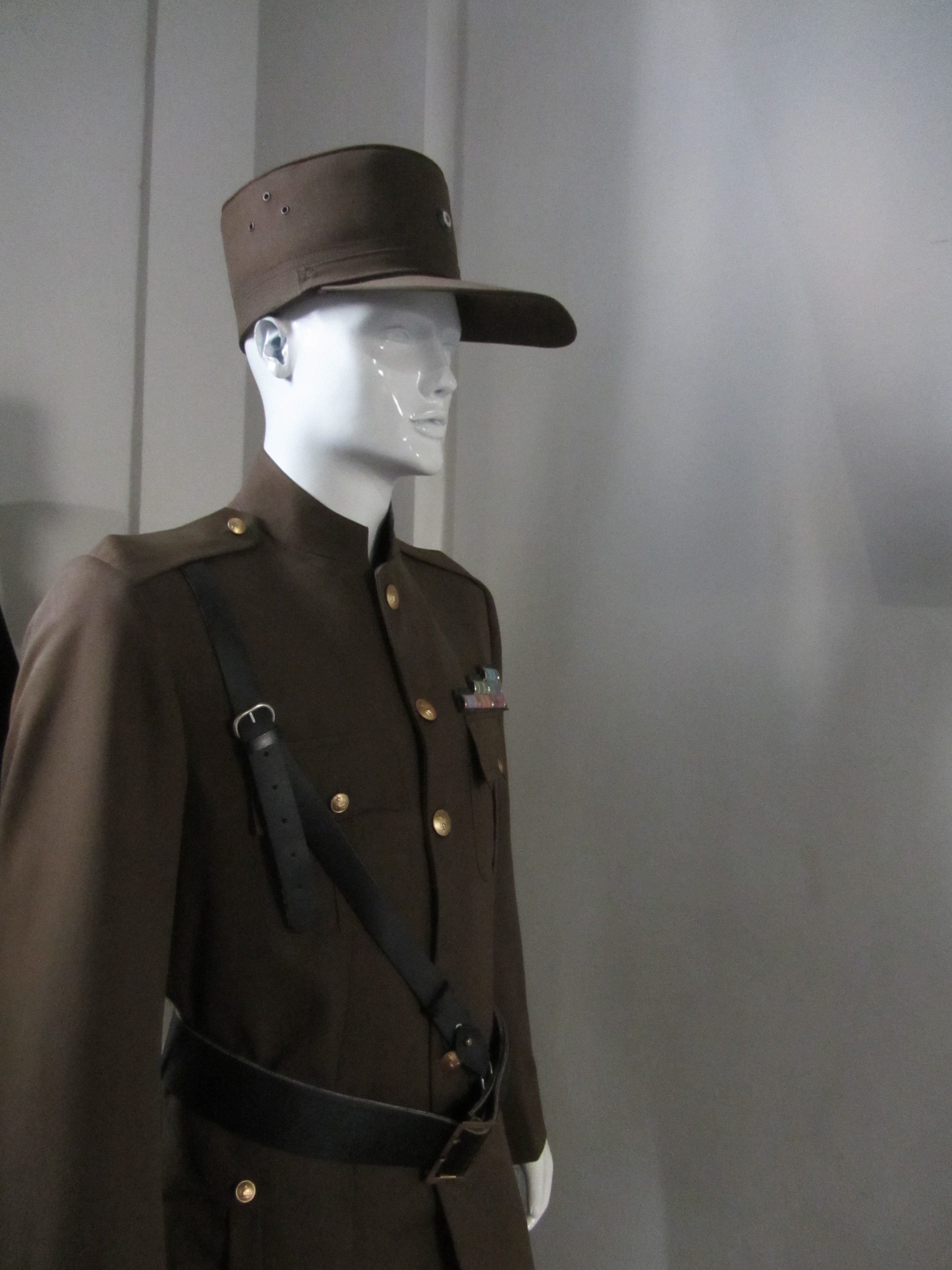
لباس فرم زندانبانان
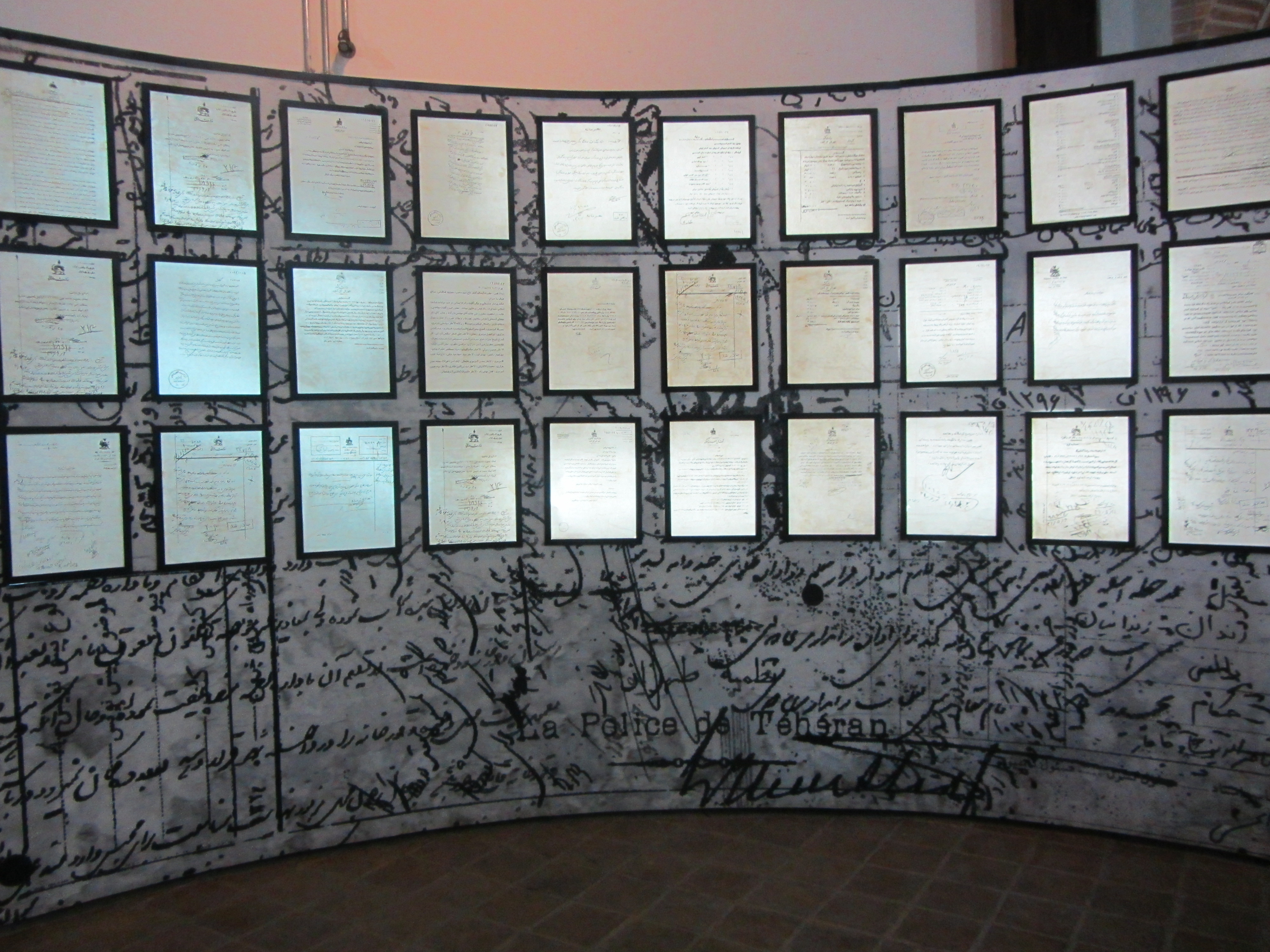
مرکز اسناد زندان قصر
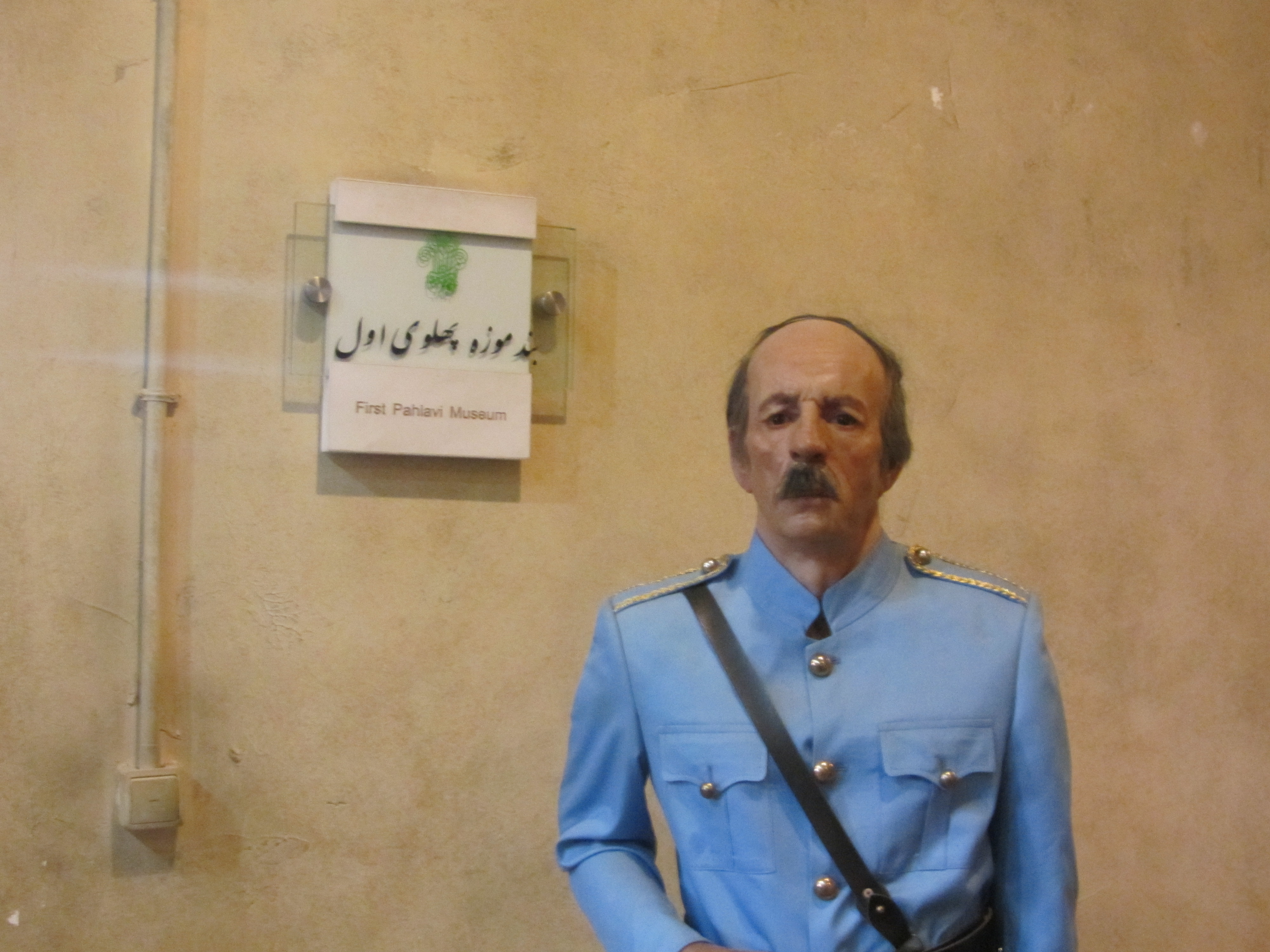
بند موزه پهلوی اول
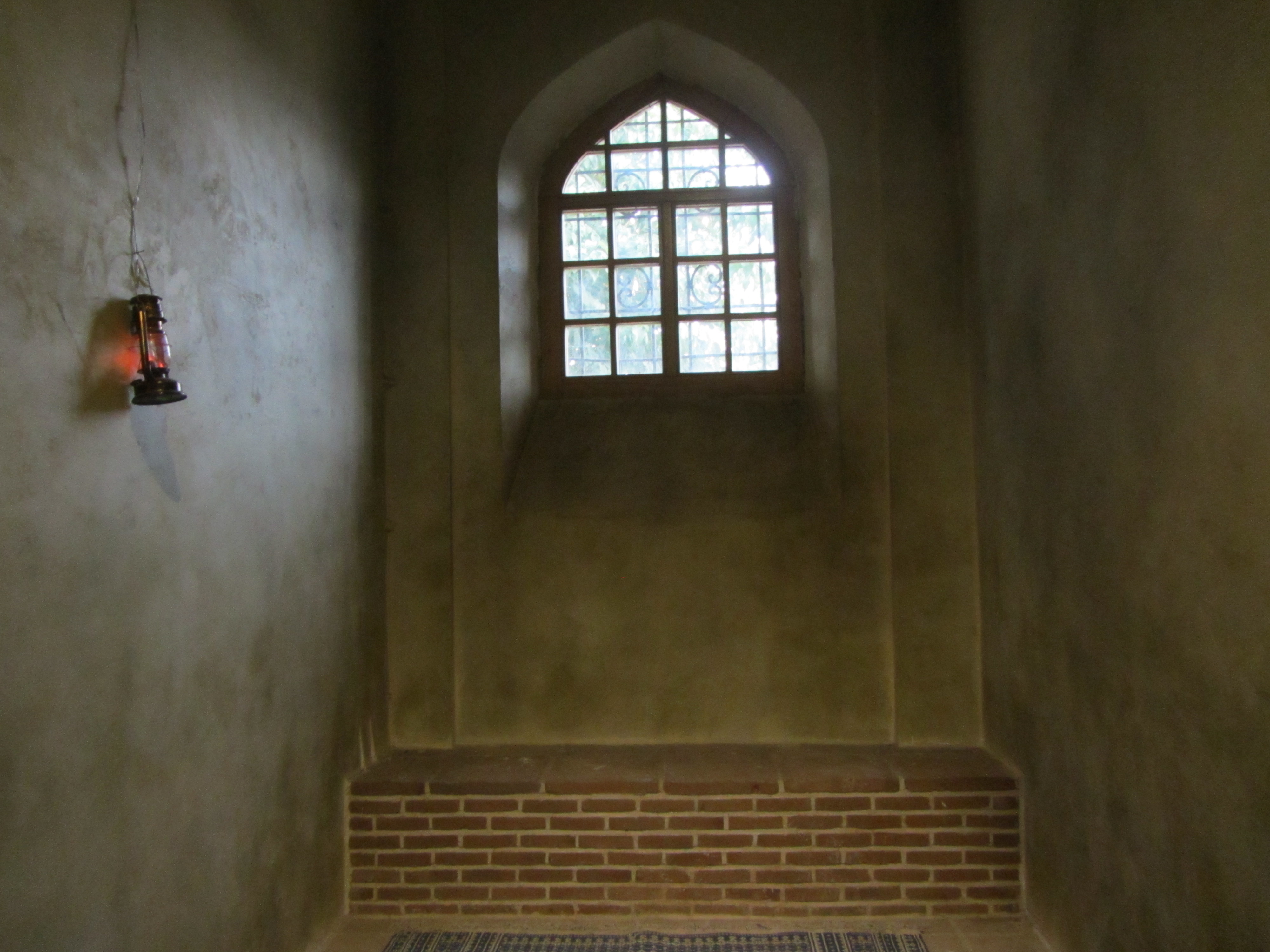
انفرادی بند عمومی زندان قصر
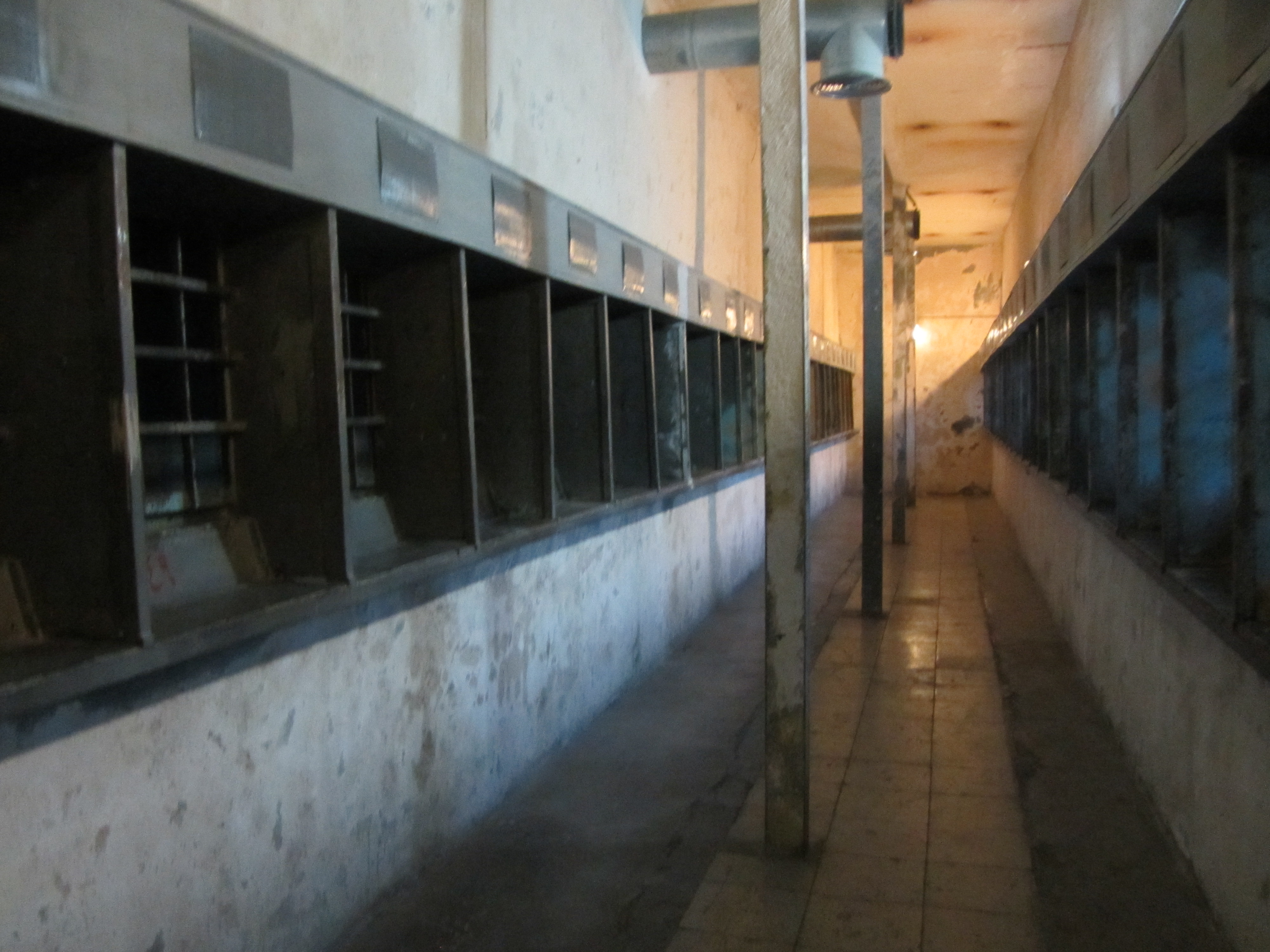
سالن ملاقات زندان سیاسی قصر
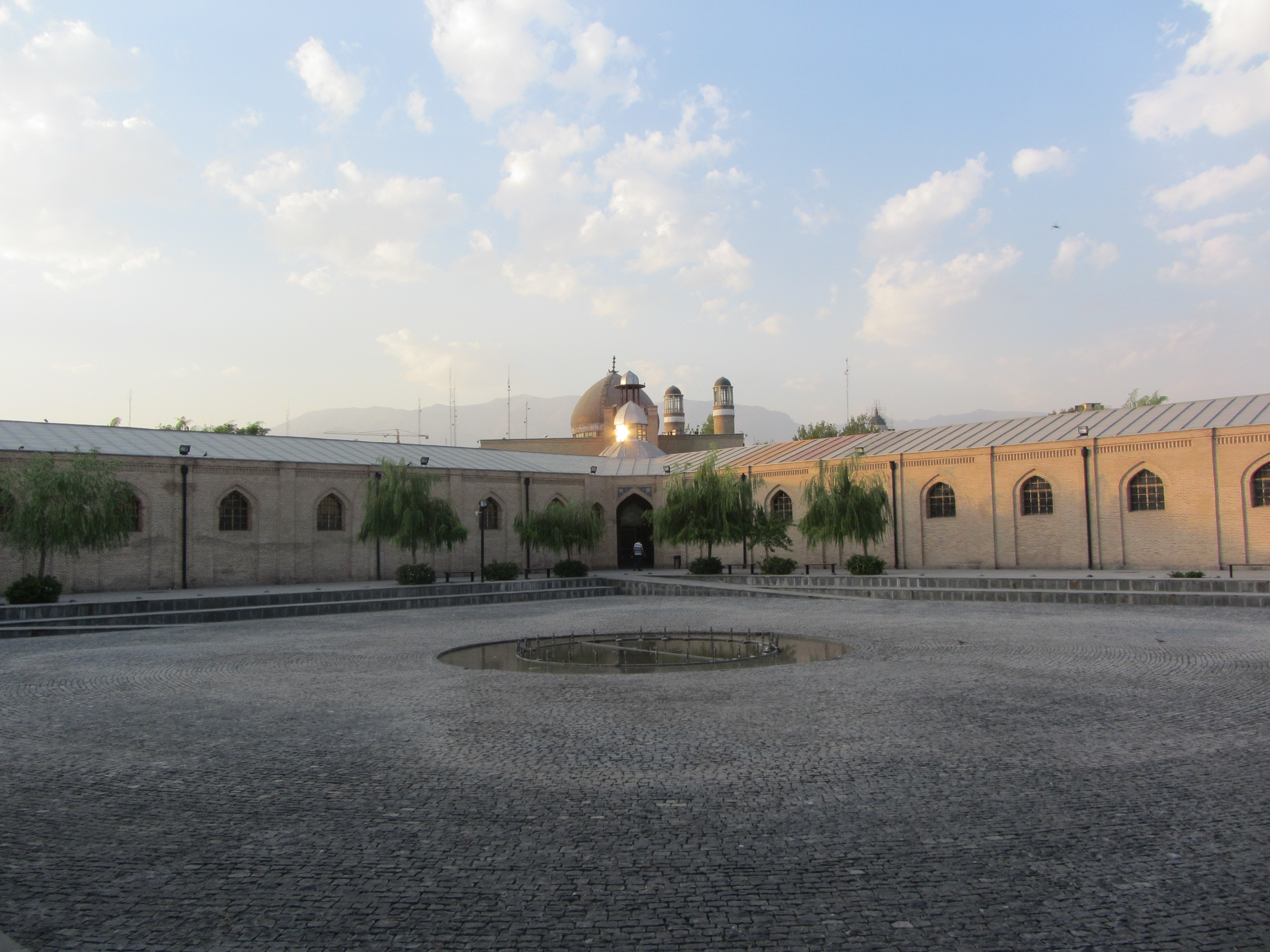
هواخوری بند عمومی زندان قصر
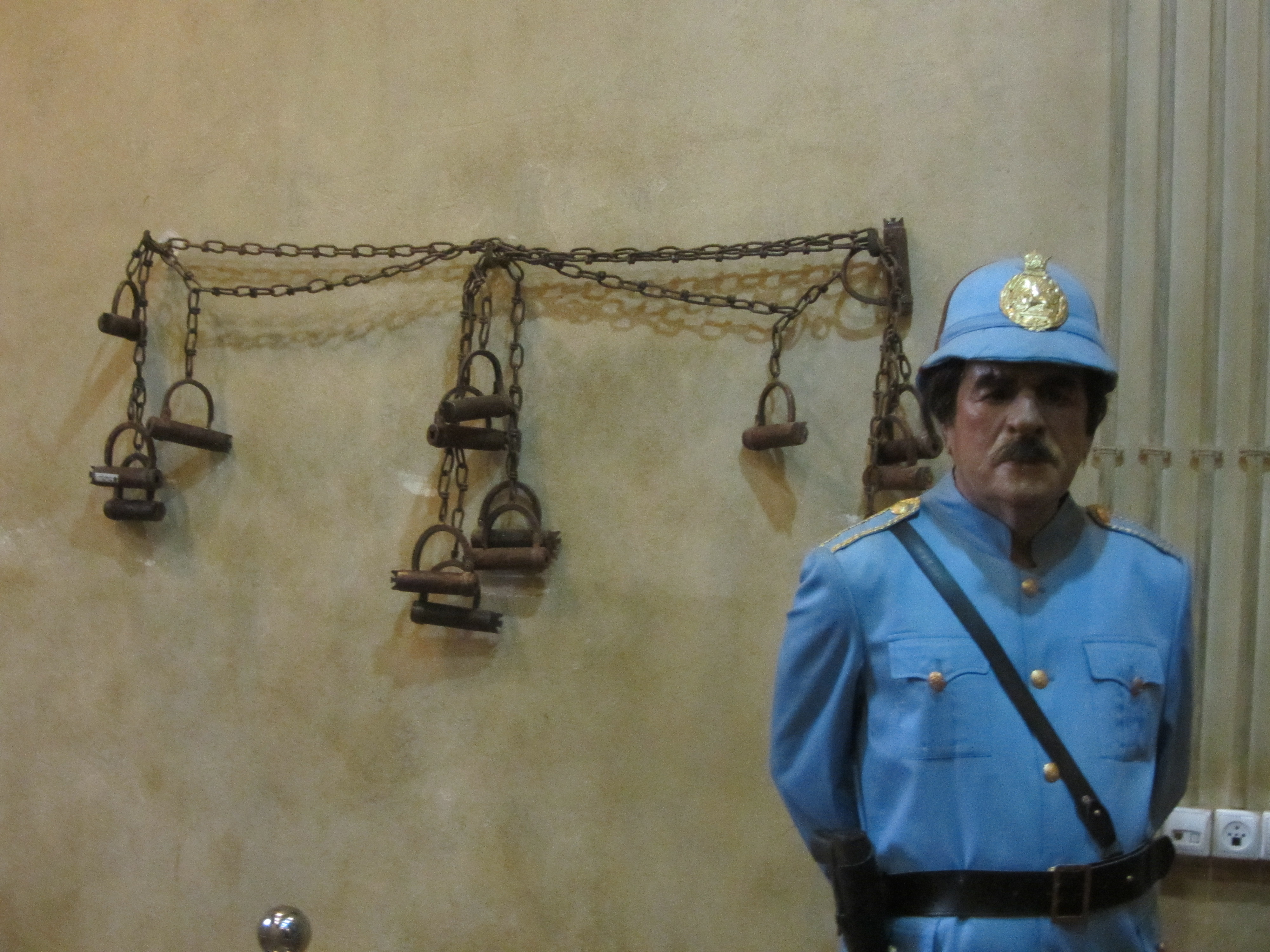
مامور قصر در دوران پهلوی اول
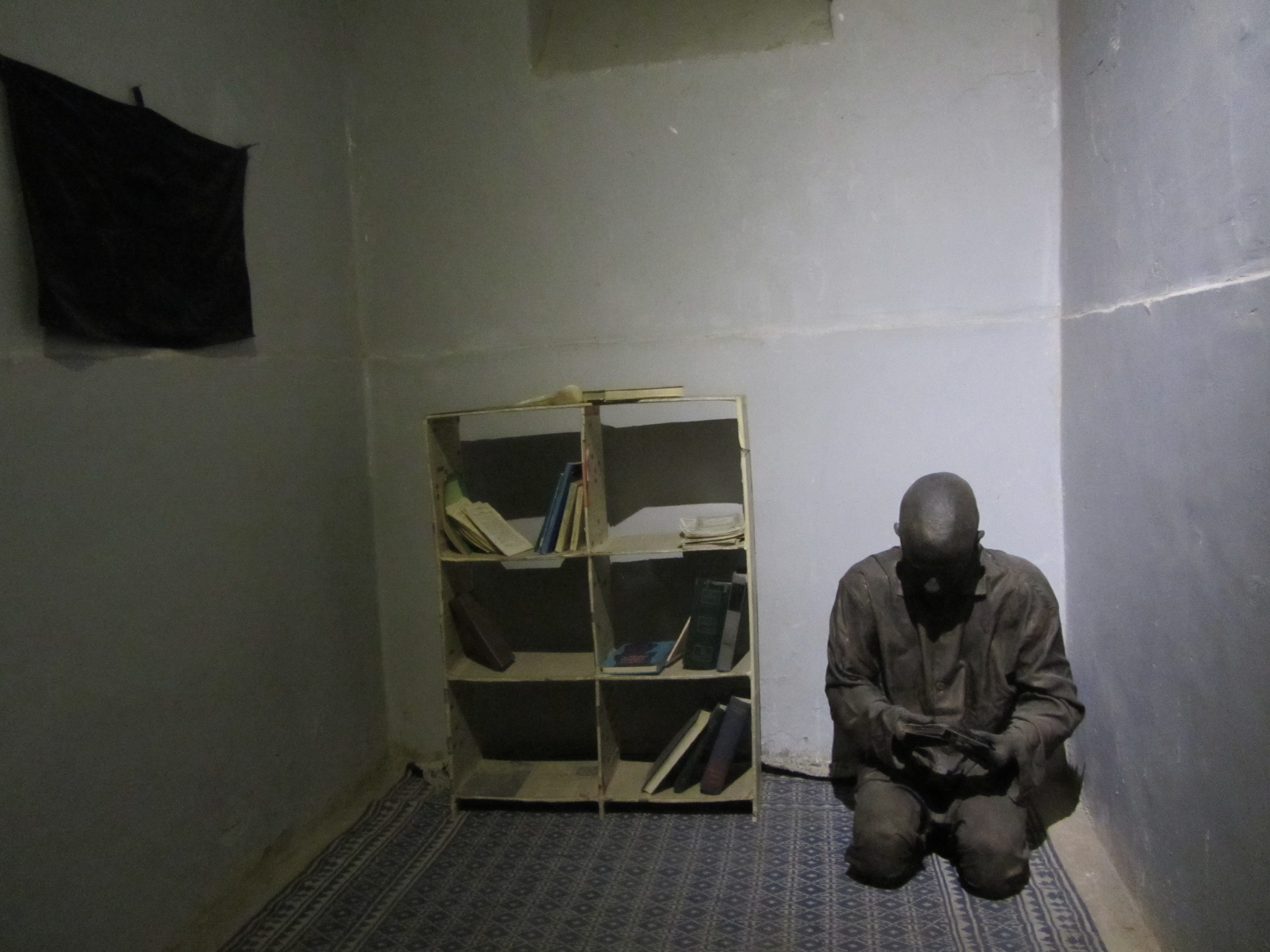
سلول انفرادی در زندان سیاسی قصر
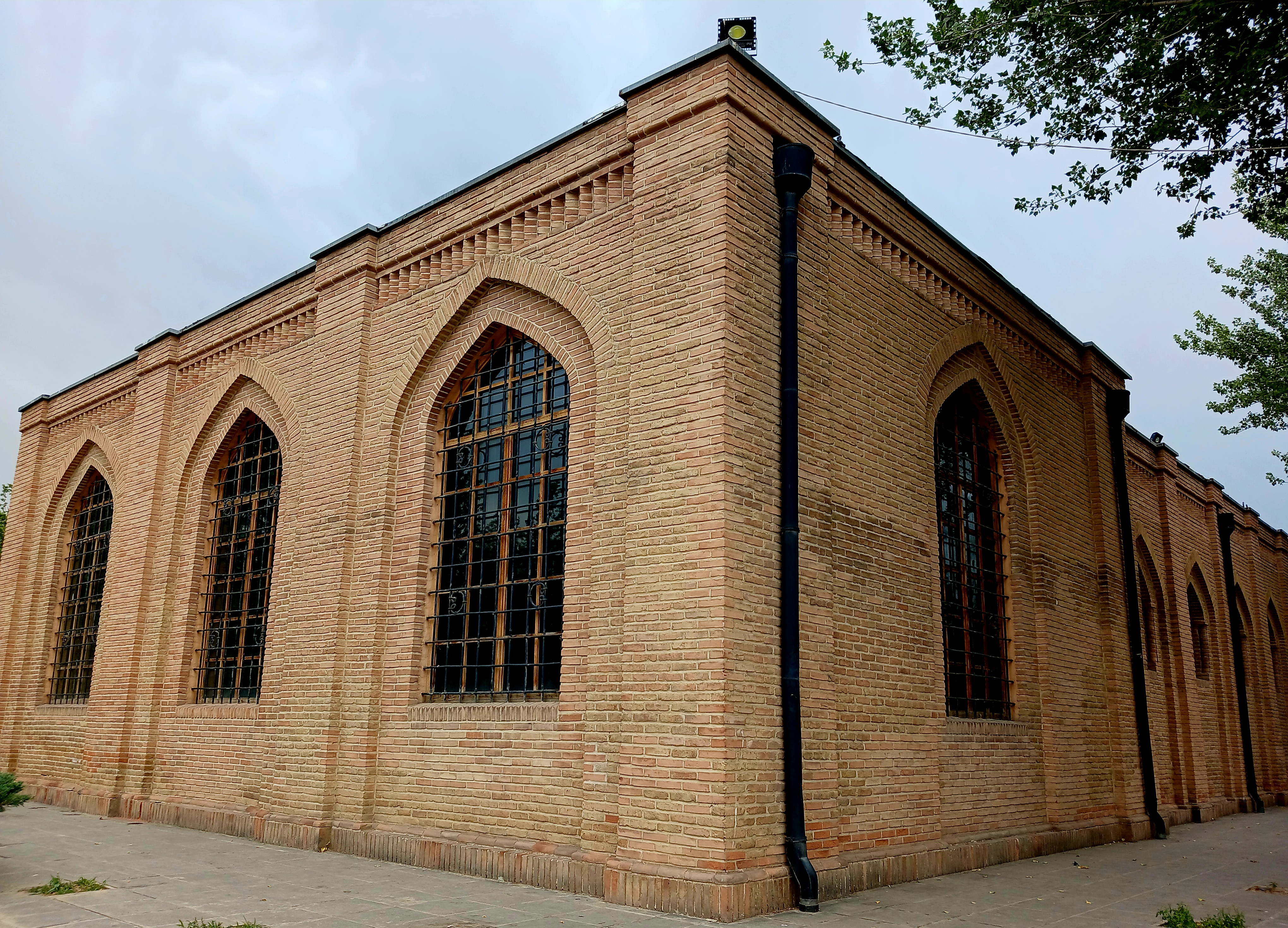
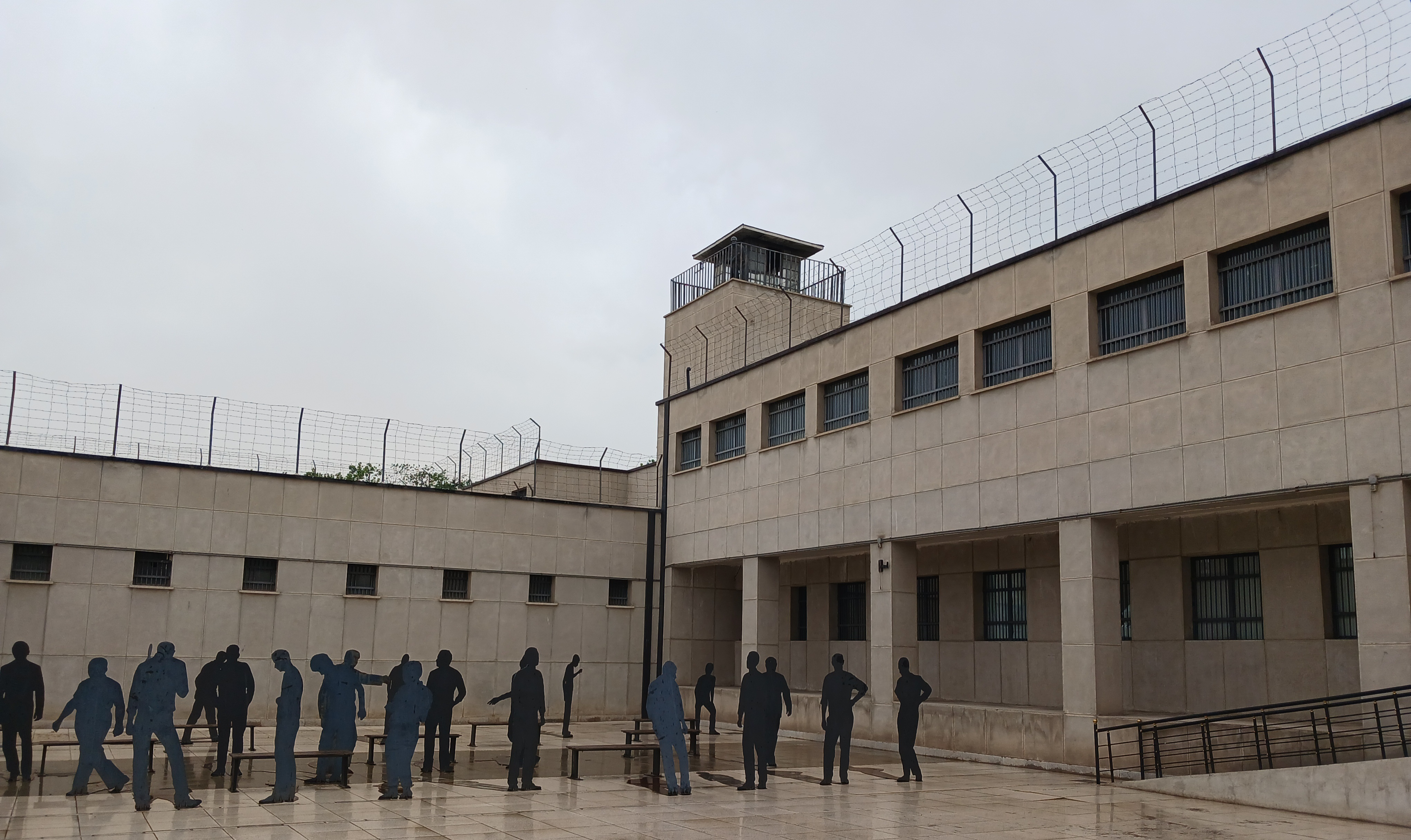
هواخوری بند زندانیان سیاسی